# Стенли Милграм
Стенли Милграм (на английски: Stanley Milgram) е американски социален психолог. Славата на Милграм се дължи на експериментите му върху подчинението, които разкриват, че при подчинение на авторитета хората ще стигнат до измъчване на други невинни лица. Убеден е, че неговите експерименти обясняват жестокото поведение на нацистите към жертвите си в концлагерите.

## По-нататъшно четене
- Milgram, Stanley. „The Small World Problem Архив на оригинала от 2006-12-05 в Wayback Machine.“. Psychology Today, 1(1), May 1967. pp. 60 – 67
- Milgram, S. (1974), Obedience to Authority; An Experimental View ISBN 0-06-131983-X
- Milgram, S. (1974), „The Perils of Obedience“ Архив на оригинала от 2010-12-16 в Wayback Machine., Harper's Magazine
- Milgram, S. (1977), The individual in a social world: Essays and experiments / Stanley Milgram. ISBN 0-201-04382-3.